# Carl Clemons-Hopkins
Carl Clemons-Hopkins es una persona profesional de la actuación estadounidense, a quien se le conoce por interpretar a Marcus en la serie de comedia y drama de HBO Max Hacks (2021-presente). Recibió una nominación en 2021 al Primetime Emmy al mejor actor de reparto - Serie de comedia por el papel.

## Primeros años
Clemons-Hopkins nació en Lithonia, Georgia y asistió a la escuela secundaria en Snellville, Georgia.

## Carrera
Clemons-Hopkins ha actuado en numerosas obras de teatro. En 2014, se le nominó a un premio Barrymore a la excelencia en el teatro, que honra las producciones teatrales del área de Filadelfia, en la categoría de "Actor de reparto destacado en un musical" por su actuación en Little Shop of Horrors. Sus actuaciones en 2016 incluyeron Time Is On Our Side, en la que recibió elogios como "inmensamente simpático y comprensivo", y Ricardo III. En septiembre de 2016, comenzó a actuar como miembro original en el elenco en la nueva compañía de Chicago de Hamilton.
Clemons-Hopkins comenzó a buscar oportunidades en televisión y cine después de ver la película Moonlight de 2016. Después de ver la película, escribió en su diario: "Sé que nunca habrá otra Moonlight, pero si hay otra oportunidad como esta, quiero estar listo".
En 2021, Clemons-Hopkins comenzó a protagonizar la serie de comedia y drama Hacks de HBO Max. Por el papel, recibió una nominación al Primetime Emmy al mejor actor de reparto - Serie de comedia. Protagonizó la película slasher Candyman, que se estrenó el 27 de agosto de 2021. En 2022, interpretó a James Baldwin junto a Crystal Dickinson como Nikki Giovanni en Lessons in Survival: 1971 en el Vineyard Theatre. La obra sigue cuando Giovanni entrevistó a Baldwin en el programa de televisión Soul!.
Antes de participar en Hacks, Clemons-Hopkins había planeado dejar de actuar y se estaba preparando activamente para postularse a una escuela de negocios.

## Vida personal
Clemons-Hopkins es queer y de género no binario. Usa los pronombres en inglés they/them y he/him.

## Filmografía

### Películas
| Año  | Título                           | Papel    | Notas |
| ---- | -------------------------------- | -------- | ----- |
| 2013 | La méduse rouge                  | Guardia  |       |
| 2015 | Christmas Dreams                 | Músico 2 |       |
| 2018 | Canal Street                     | Bobby    |       |
| 2019 | Range Runners                    | Howard   |       |
| 2021 | Candyman                         | Jameson  |       |
| 2023 | La fiebre de los peluches Beanie | Jeremy   |       |

### Televisión
| Año           | Título       | Papel         | Notas                      |
| ------------- | ------------ | ------------- | -------------------------- |
| 2018          | Chicago P.D. | Agente Thomas | Episodio: "Rabbit Hole"    |
| 2018          | The Chi      | Jean          | 3 episodios                |
| 2020          | Chicago Med  | Sean Richter  | 4 episodios                |
| 2020          | Next         | Harrison Cole | Episodio: "FILE #7"        |
| 2021–presente | Hacks        | Marcus        | Protagonista, 18 episodios |

## Teatro
| Año  | Título                    | Papel                         | Teatro           |
| ---- | ------------------------- | ----------------------------- | ---------------- |
| 2016 | Hamilton                  | Aaron Burr, George Washington | CIBC Theatre     |
| 2022 | Lessons in Survival: 1971 | James Baldwin                 | Vineyard Theatre |